# Jahānābād (ort i Indien, Uttar Pradesh)
Jahānābād är en ort i Indien.   Den ligger i distriktet Pīlībhīt och delstaten Uttar Pradesh, i den norra delen av landet, 240 km öster om huvudstaden New Delhi. Jahānābād ligger 186 meter över havet och antalet invånare är 13 617.
Terrängen runt Jahānābād är mycket platt. Runt Jahānābād är det tätbefolkat, med 709 invånare per kvadratkilometer. Närmaste större samhälle är Pīlībhīt, 8,4 km öster om Jahānābād. Trakten runt Jahānābād består till största delen av jordbruksmark.